# NBA All-Rookie Team 1990-2000
Cestisti inseriti nell'NBA All-Rookie Team per il periodo 1990-2000

## Elenco
|           | Membri del Naismith Memorial Basketball Hall of Fame |
| Grassetto | Rookie of the Year                                   |
| Corsivo   | Prima scelta nel Draft NBA                           |

| Stagione  |                        |                        |                         |                        |
| Stagione  | 1º quintetto           | 1º quintetto           | 2º quintetto            | 2º quintetto           |
| Stagione  | Giocatore              | Squadra                | Giocatore               | Squadra                |
| --------- | ---------------------- | ---------------------- | ----------------------- | ---------------------- |
| 1990-1991 | Kendall Gill           | Charlotte Hornets      | Chris Jackson           | Denver Nuggets         |
| 1990-1991 | Dennis Scott           | Orlando Magic          | Gary Payton             | Seattle SuperSonics    |
| 1990-1991 | Dee Brown              | Boston Celtics         | Felton Spencer          | Minnesota Timberwolves |
| 1990-1991 | Lionel Simmons         | Sacramento Kings       | Travis Mays             | Sacramento Kings       |
| 1990-1991 | Derrick Coleman        | New Jersey Nets        | Willie Burton           | Miami Heat             |
| 1991-1992 | Larry Johnson          | Charlotte Hornets      | Rick Fox                | Boston Celtics         |
| 1991-1992 | Dikembe Mutombo        | Denver Nuggets         | Terrell Brandon         | Cleveland Cavaliers    |
| 1991-1992 | Billy Owens            | Golden State Warriors  | Larry Stewart           | Washington Bullets     |
| 1991-1992 | Steve Smith            | Miami Heat             | Stanley Roberts         | Orlando Magic          |
| 1991-1992 | Stacey Augmon          | Atlanta Hawks          | Mark Macon              | Denver Nuggets         |
| 1992-1993 | Shaquille O'Neal       | Orlando Magic          | Walt Williams           | Sacramento Kings       |
| 1992-1993 | Alonzo Mourning        | Charlotte Hornets      | Robert Horry            | Houston Rockets        |
| 1992-1993 | Christian Laettner     | Minnesota Timberwolves | Latrell Sprewell        | Golden State Warriors  |
| 1992-1993 | Tom Gugliotta          | Washington Bullets     | Clarence Weatherspoon   | Philadelphia 76ers     |
| 1992-1993 | LaPhonso Ellis         | Denver Nuggets         | Richard Dumas           | Phoenix Suns           |
| 1993-1994 | Chris Webber           | Golden State Warriors  | Dino Radja              | Boston Celtics         |
| 1993-1994 | Anfernee Hardaway      | Orlando Magic          | Nick Van Exel           | Los Angeles Lakers     |
| 1993-1994 | Vin Baker              | Milwaukee Bucks        | Shawn Bradley           | Philadelphia 76ers     |
| 1993-1994 | Jamal Mashburn         | Dallas Mavericks       | Toni Kukoč              | Chicago Bulls          |
| 1993-1994 | Isaiah Rider           | Minnesota Timberwolves | Lindsey Hunter          | Detroit Pistons        |
| 1994-1995 | Jason Kidd             | Dallas Mavericks       | Juwan Howard            | Washington Bullets     |
| 1994-1995 | Grant Hill             | Detroit Pistons        | Eric Montross           | Boston Celtics         |
| 1994-1995 | Glenn Robinson         | Milwaukee Bucks        | Wesley Person           | Phoenix Suns           |
| 1994-1995 | Eddie Jones            | Los Angeles Lakers     | Jalen Rose              | Denver Nuggets         |
| 1994-1995 | Brian Grant            | Sacramento Kings       | Donyell Marshall (pari) | Golden State Warriors  |
| 1994-1995 | Brian Grant            | Sacramento Kings       | Sharone Wright (pari)   | Philadelphia 76ers     |
| 1995-1996 | Damon Stoudamire       | Toronto Raptors        | Kevin Garnett           | Minnesota Timberwolves |
| 1995-1996 | Joe Smith              | Golden State Warriors  | Bryant Reeves           | Vancouver Grizzlies    |
| 1995-1996 | Jerry Stackhouse       | Philadelphia 76ers     | Brent Barry             | Los Angeles Clippers   |
| 1995-1996 | Antonio McDyess        | Denver Nuggets         | Rasheed Wallace         | Washington Bullets     |
| 1995-1996 | Arvydas Sabonis (pari) | Portland Trail Blazers | Tyus Edney              | Sacramento Kings       |
| 1995-1996 | Michael Finley (pari)  | Phoenix Suns           | Tyus Edney              | Sacramento Kings       |
| 1996-1997 | Shareef Abdur-Rahim    | Vancouver Grizzlies    | Kerry Kittles           | New Jersey Nets        |
| 1996-1997 | Allen Iverson          | Philadelphia 76ers     | Ray Allen               | Milwaukee Bucks        |
| 1996-1997 | Stephon Marbury        | Minnesota Timberwolves | Travis Knight           | Los Angeles Lakers     |
| 1996-1997 | Marcus Camby           | Toronto Raptors        | Kobe Bryant             | Los Angeles Lakers     |
| 1996-1997 | Antoine Walker         | Boston Celtics         | Matt Maloney            | Houston Rockets        |
| 1997-1998 | Tim Duncan             | San Antonio Spurs      | Tim Thomas              | Philadelphia 76ers     |
| 1997-1998 | Keith Van Horn         | New Jersey Nets        | Cedric Henderson        | Cleveland Cavaliers    |
| 1997-1998 | Brevin Knight          | Cleveland Cavaliers    | Derek Anderson          | Cleveland Cavaliers    |
| 1997-1998 | Žydrūnas Ilgauskas     | Cleveland Cavaliers    | Maurice Taylor          | Los Angeles Clippers   |
| 1997-1998 | Ron Mercer             | Boston Celtics         | Bobby Jackson           | Denver Nuggets         |
| 1998-1999 | Vince Carter           | Toronto Raptors        | Michael Dickerson       | Houston Rockets        |
| 1998-1999 | Paul Pierce            | Boston Celtics         | Michael Doleac          | Orlando Magic          |
| 1998-1999 | Jason Williams         | Sacramento Kings       | Cuttino Mobley          | Houston Rockets        |
| 1998-1999 | Mike Bibby             | Vancouver Grizzlies    | Michael Olowokandi      | Los Angeles Clippers   |
| 1998-1999 | Matt Harpring          | Orlando Magic          | Antawn Jamison          | Golden State Warriors  |
| 1999-2000 | Elton Brand            | Chicago Bulls          | Shawn Marion            | Phoenix Suns           |
| 1999-2000 | Steve Francis          | Houston Rockets        | Ron Artest              | Chicago Bulls          |
| 1999-2000 | Lamar Odom             | Los Angeles Clippers   | James Posey             | Denver Nuggets         |
| 1999-2000 | Wally Szczerbiak       | Minnesota Timberwolves | Jason Terry             | Atlanta Hawks          |
| 1999-2000 | Andre Miller           | Cleveland Cavaliers    | Chucky Atkins           | Orlando Magic          |